# Формула Эйлера

Геометрический смысл формулы Эйлера

Формула Эйлера связывает комплексную экспоненту с тригонометрическими функциями. Названа в честь Леонарда Эйлера, который её ввёл.
Формула Эйлера утверждает, что для любого вещественного числа {\displaystyle x} выполнено следующее равенство:
{\displaystyle e^{ix}=\cos x+i\sin x},
где {\displaystyle e} — одна из важнейших математических констант, определяющаяся следующей формулой: {\displaystyle e=\lim _{x\to \infty }\left(1+{\frac {1}{x}}\right)^{x}},
{\displaystyle i} — мнимая единица.

## История
Формула Эйлера впервые была приведена в статье английского математика Роджера Котса (помощника Ньютона) «Логометрия» (лат. Logometria), опубликованной в журнале «Философские труды Королевского общества» в 1714 году и перепечатана в книге «Гармония мер» (лат. Harmonia mensurarum), которая была издана в 1722 году, уже после смерти автора. Котс привёл её как небольшое предложение среди множества геометрических построений, которое после перевода на современный математический язык и исправления ошибки в знаке, имеет вид:
{\displaystyle \ln(\cos x+i\sin x)=ix}.
Эйлер опубликовал формулу в её привычном виде в статье 1740 года и в книге «Введение в анализ бесконечно малых» (лат. Introductio in analysin infinitorum) (1748), построив доказательство на равенстве бесконечных разложений в степенные ряды правой и левой частей. Ни Эйлер, ни Котс не представляли себе геометрической интерпретации формулы: представление о комплексных числах как точках на комплексной плоскости появилось примерно 50 лет спустя у К. Весселя.

## Производные формулы
При помощи формулы Эйлера можно определить функции {\displaystyle \sin } и {\displaystyle \cos } следующим образом:
{\displaystyle \sin x={\frac {e^{ix}-e^{-ix}}{2i}}},
{\displaystyle \cos x={\frac {e^{ix}+e^{-ix}}{2}}}.
Далее можно ввести понятие тригонометрических функций комплексной переменной. Пусть {\displaystyle x=iy}, тогда:
{\displaystyle \sin iy={\frac {e^{-y}-e^{y}}{2i}}=i\mathop {\mathrm {sh} } \,y},
{\displaystyle \cos iy={\frac {e^{-y}+e^{y}}{2}}=\mathop {\mathrm {ch} } \,y}.
Известное тождество Эйлера, связывающее три фундаментальные математические константы:
{\displaystyle e^{i\pi }+1=0}
является частным случаем формулы Эйлера при {\displaystyle x=\pi }.

## Применение в теории чисел
В аналитической теории чисел часто рассматриваются специальные суммы вида {\displaystyle \sum \limits _{x\in X}{e^{2\pi if(x)}}}, где {\displaystyle X} — некоторое множество рассматриваемых объектов, а {\displaystyle f:\ X\to {\mathbb {R} }} — функция, отражающая изучаемые свойства объектов.
Для теории чисел, изучающей целые числа, имеют значение прежде всего выводимые из формулы Эйлера индикаторные тождества, касающиеся произвольного целого числа {\displaystyle n}.
{\displaystyle \sum \limits _{k=1}^{p}{e^{2\pi {\frac {nk}{p}}i}}=p[p|n]=\left\{{\begin{matrix}p,&n\equiv 0{\pmod {p}}\\0,&n\not \equiv 0{\pmod {p}}\end{matrix}}\right.}
{\displaystyle \int \limits _{0}^{1}{e^{2\pi n\alpha i}}=[n=0]=\left\{{\begin{matrix}1,&n=0\\0,&n\not =0\end{matrix}}\right.}

## Применение в комплексном анализе
Благодаря формуле Эйлера появилась так называемая тригонометрическая и показательная запись комплексного числа: {\displaystyle x=a+ib=|x|(\cos \varphi +i\sin \varphi )=|x|e^{i\varphi }}.
Также значительным следствием можно считать формулы возведения комплексного числа в произвольную степень: {\displaystyle x=|x|e^{i\varphi }}, {\displaystyle x^{n}=|x|^{n}e^{ni\varphi }}. Геометрический смысл данной формулы следующий: при возведении числа {\displaystyle x} в степень {\displaystyle n} его расстояние до центра возводится в степень {\displaystyle n}, а угол поворота относительно оси {\displaystyle OX} увеличивается в {\displaystyle n} раз.
Формула возведения в степень верна не только для целых {\displaystyle n}, но и для вещественных. В частности, показательная запись числа позволяет находить корни любой степени из любого комплексного числа.

## Взаимосвязь с тригонометрией
Формула Эйлера предоставляет связь между математическим анализом и тригонометрией, а также позволяет интерпретировать функции синуса и косинуса как взвешенные суммы экспоненциальной функции:
{\displaystyle \cos x=\mathrm {Re} \left(e^{ix}\right)={e^{ix}+e^{-ix} \over 2}}
{\textstyle \sin x=\mathrm {Im} \left(e^{ix}\right)={e^{ix}-e^{-ix} \over 2i}.}
Вышеуказанные уравнения могут быть получены путём сложения или вычитания формул Эйлера:
{\displaystyle e^{ix}=\cos x+i\sin x\;}
{\textstyle e^{-ix}=\cos(-x)+i\sin(-x)=\cos x-i\sin x\;}
с последующим решением относительно синуса или косинуса.
Также эти формулы могут служить определением тригонометрических функций комплексной переменной. Например, выполняя подстановку x = iy, получаем:
{\displaystyle \cos(iy)={e^{-y}+e^{y} \over 2}=\cosh(y)}
{\displaystyle \sin(iy)={e^{-y}-e^{y} \over 2i}=-{1 \over i}{e^{y}-e^{-y} \over 2}=i\sinh(y).}
Комплексные экспоненты позволяют упростить тригонометрические расчеты, поскольку ими проще манипулировать, нежели синусоидальными компонентами. Один из подходов предусматривает преобразование синусоид в соответствующие экспоненциальные выражения. После упрощения результат выражения остается вещественным. Например:
{\displaystyle {\begin{aligned}\cos x\cdot \cos y&={\frac {(e^{ix}+e^{-ix})}{2}}\cdot {\frac {(e^{iy}+e^{-iy})}{2}}\\&={\frac {1}{2}}\cdot {\frac {e^{i(x+y)}+e^{i(x-y)}+e^{i(-x+y)}+e^{i(-x-y)}}{2}}\\&={\frac {1}{2}}\left[\underbrace {\frac {e^{i(x+y)}+e^{-i(x+y)}}{2}} _{\cos(x+y)}+\underbrace {\frac {e^{i(x-y)}+e^{-i(x-y)}}{2}} _{\cos(x-y)}\right].\end{aligned}}}
Суть другого подхода в представлении синусоид в качестве вещественных частей комплексного выражения и проведения манипуляций непосредственно с комплексным выражением. Например:
{\displaystyle {\begin{aligned}\cos(nx)&=\mathrm {Re} \{\ e^{inx}\ \}=\mathrm {Re} \{\ e^{i(n-1)x}\cdot e^{ix}\ \}\\&=\mathrm {Re} \{\ e^{i(n-1)x}\cdot (e^{ix}+e^{-ix}-e^{-ix})\ \}\\&=\mathrm {Re} \{\ e^{i(n-1)x}\cdot \underbrace {(e^{ix}+e^{-ix})} _{2\cos(x)}-e^{i(n-2)x}\ \}\\&=\cos[(n-1)x]\cdot 2\cos(x)-\cos[(n-2)x].\end{aligned}}}
Данная формула используется для рекурсивного вычисления значений cos(nx) для целых значений n и произвольных значений x (в радианах).

## Доказательство
Доказательство формулы Эйлера можно провести с использованием ряда Маклорена. Разложим функцию {\displaystyle e^{ix}} в ряд Тейлора в окрестности точки a = 0 (в ряд Маклорена) по степеням {\displaystyle x}. Получим:
{\displaystyle e^{ix}=1+{\frac {ix}{1!}}+{\frac {(ix)^{2}}{2!}}+{\frac {(ix)^{3}}{3!}}+\ldots =\left(1-{\frac {x^{2}}{2!}}+{\frac {x^{4}}{4!}}-{\frac {x^{6}}{6!}}+\ldots \right)+i\left({\frac {x}{1!}}-{\frac {x^{3}}{3!}}+{\frac {x^{5}}{5!}}-{\frac {x^{7}}{7!}}+\ldots \right)}
Но
{\displaystyle 1-{\frac {x^{2}}{2!}}+{\frac {x^{4}}{4!}}-{\frac {x^{6}}{6!}}+\ldots =\cos x}
{\displaystyle {\frac {x}{1!}}-{\frac {x^{3}}{3!}}+{\frac {x^{5}}{5!}}-{\frac {x^{7}}{7!}}+\ldots =\sin x}
Поэтому {\displaystyle e^{ix}=\cos x+i\sin x}, что и требовалось доказать.

### Наглядная демонстрация
Известно, что {\displaystyle e^{x}=\lim _{n\to \infty }\left(1+{\frac {x}{n}}\right)^{n}}.
Нижеследующие изображения иллюстрируют, что предел {\displaystyle e^{i\varphi }=\lim _{n\to \infty }\left(1+{\frac {i\varphi }{n}}\right)^{n}} равен точке, находящейся на единичной окружности, и длина дуги от этой точки до точки 1 равняется {\displaystyle \varphi }. Это, в частности, связано с тем, что {\displaystyle \lim \limits _{x\to 0}{\frac {\sin x}{x}}=1}.

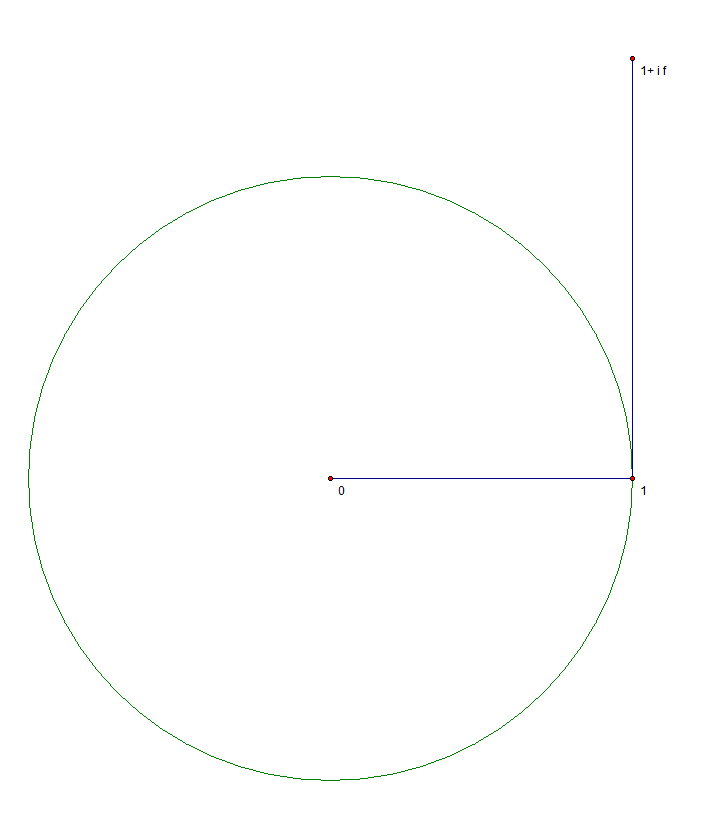
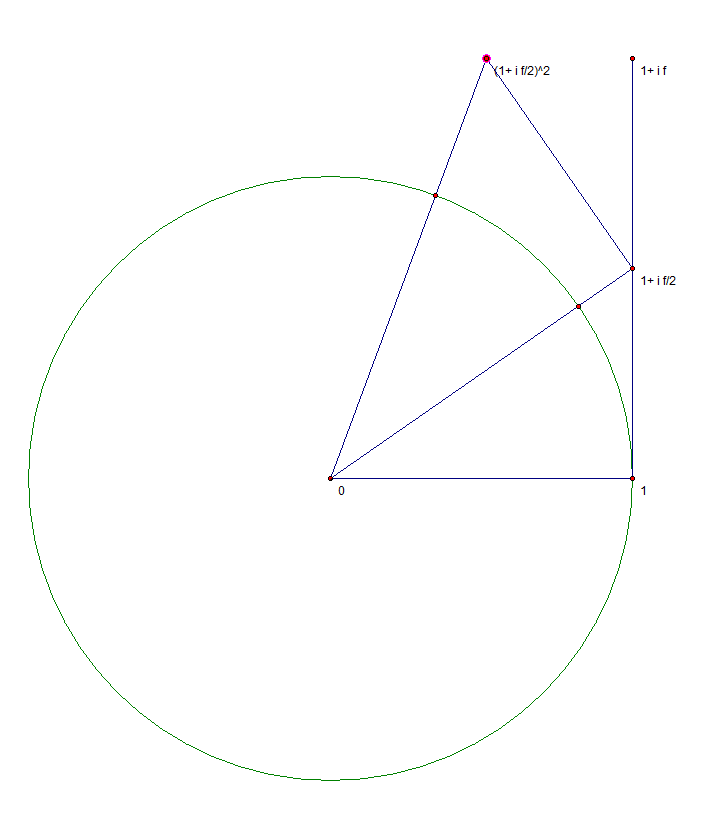
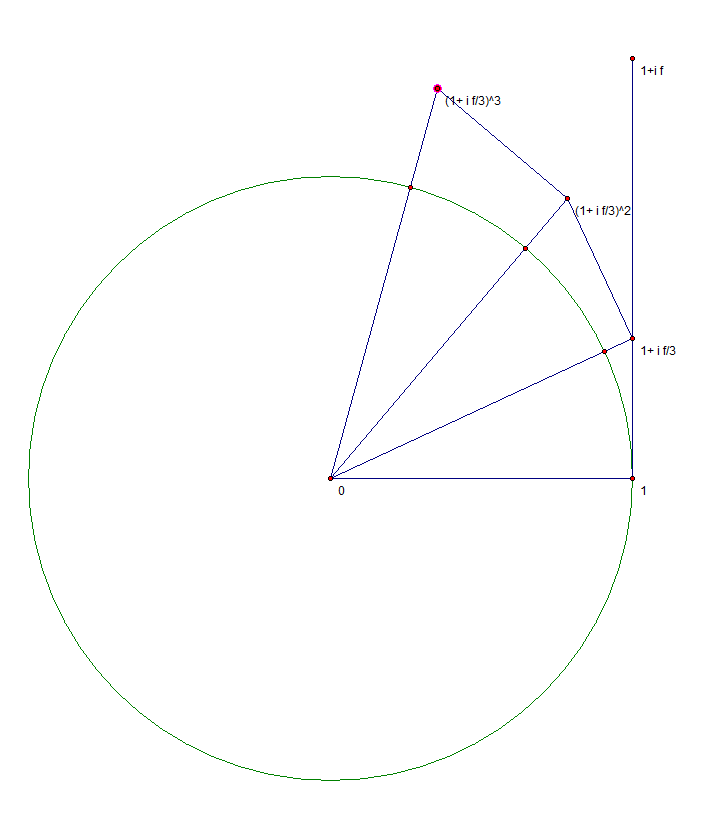
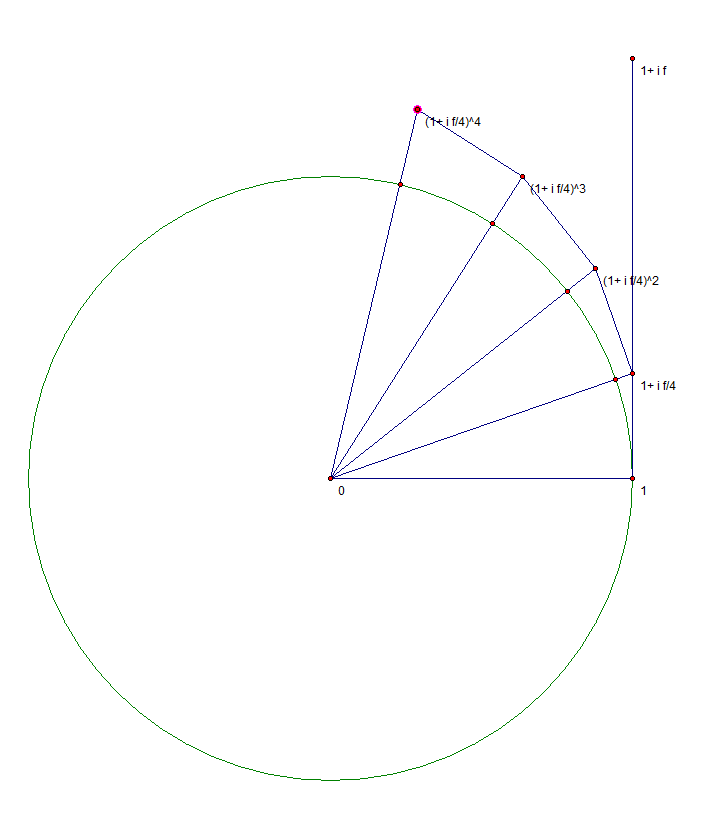
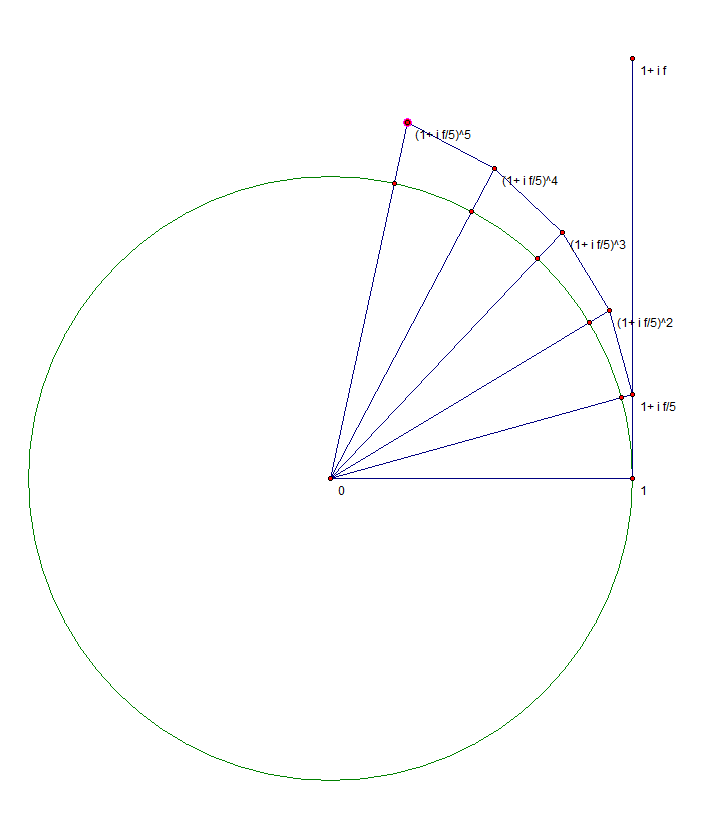
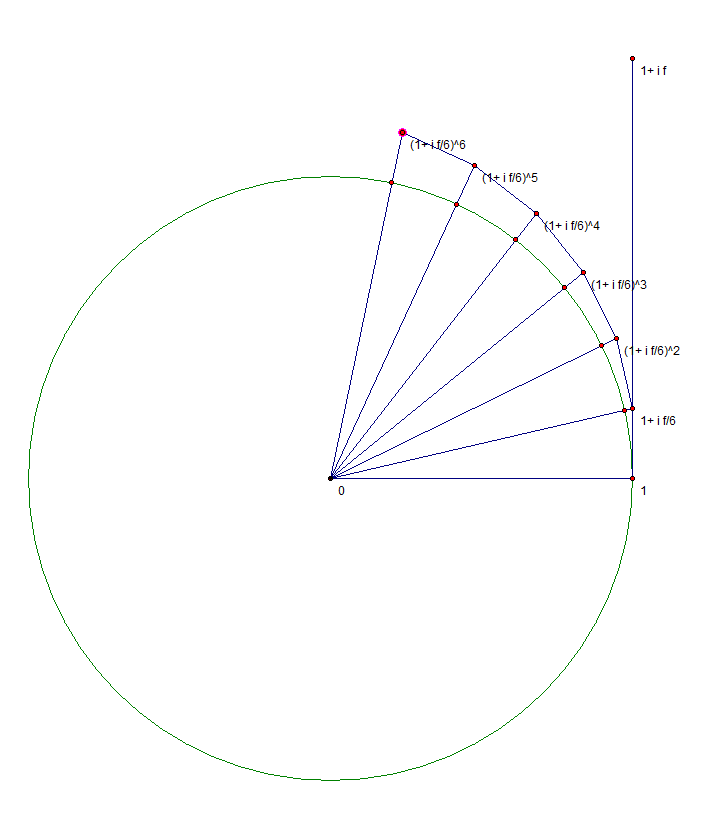
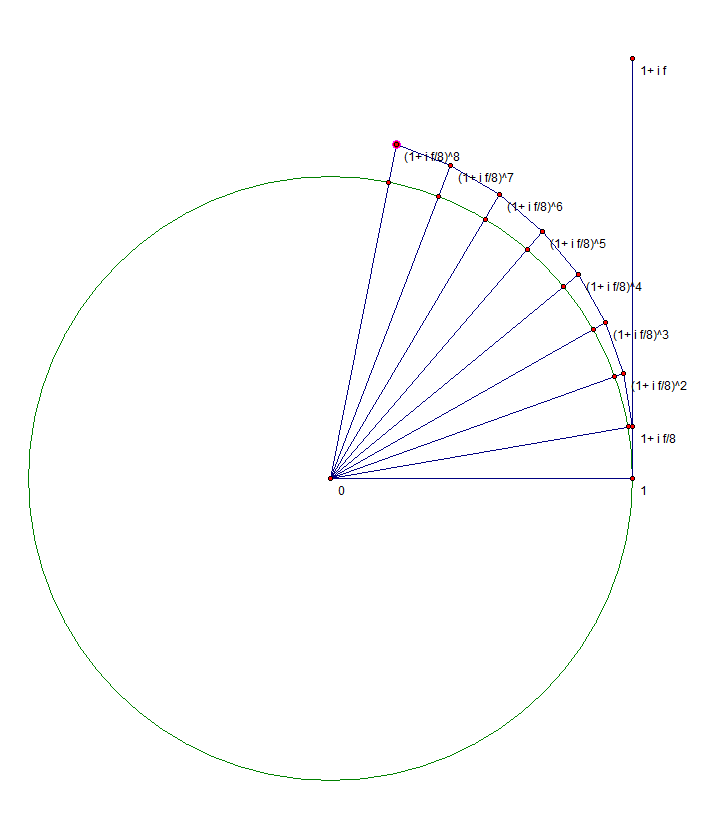
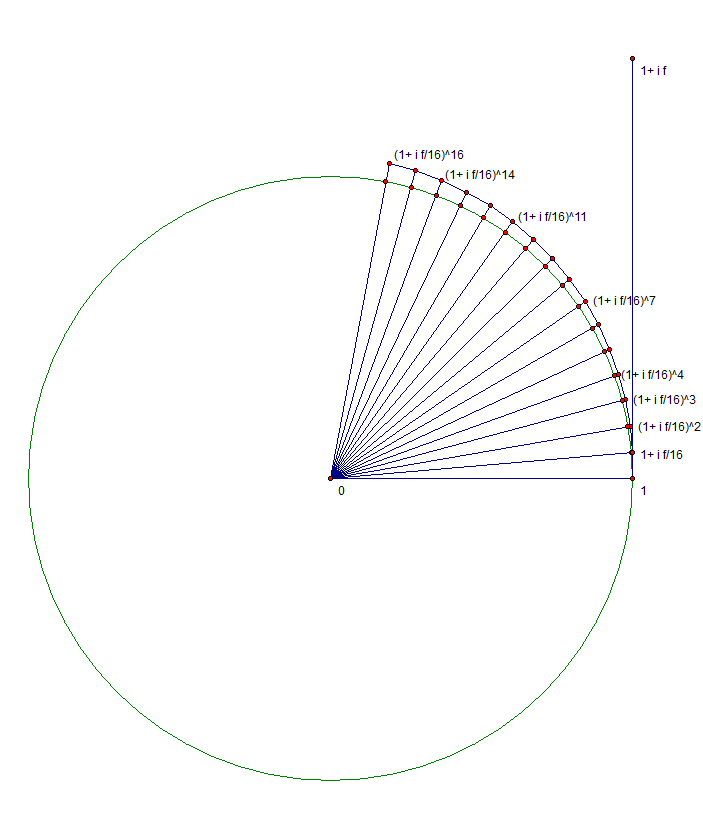

- n=1
- n=2
- n=3
- n=4
- n=5
- n=6
- n=8
- n=16

Процесс изменения {\displaystyle e^{\varphi i}} при изменении {\displaystyle \varphi } можно также наглядно продемонстрировать через производную.
Общеизвестно, что {\displaystyle \left({e^{x}}\right)'=e^{x}} и {\displaystyle \left({e^{f(x)}}\right)'=f'(x)e^{f(x)}}. Этот же факт остаётся верным и для комплексного значения функции. Рассматривая функцию {\displaystyle f(\varphi )=e^{\varphi i}}, получим {\displaystyle f'(\varphi )=if(\varphi )}. Поскольку в геометрическом представлении комплексных чисел умножение на {\displaystyle i} аналогично повороту на 90 градусов, то графическое изображение функции {\displaystyle f(\varphi )=e^{\varphi i}} и её производной будет аналогично чертежу действия центростремительной силы, для которого известен физический смысл.

## Показательная формакомплексного числа
Показательная и тригонометрические формы комплексных чисел связаны между собой формулой Эйлера.
Пусть комплексное число {\displaystyle z} в тригонометрической форме имеет вид {\displaystyle z=r(\cos \varphi +i\sin \varphi )} . На основании формулы Эйлера выражение в скобках можно заменить на показательное выражение. В результате получим:
{\displaystyle z=re^{i\varphi }}
Эта запись называется показательной формой комплексного числа. Так же, как и в тригонометрической форме, здесь {\displaystyle r=|z|} , {\displaystyle \varphi =\arg z}.